# William Vo
William Vo es un atleta de wushu estadounidense.   

## Carrera
Vo estudió wushu en el Zhang Kung Fu Institute. En 2019, ganó dos medallas de plata en shaolinquan y gunshu en los VII Campeonatos Mundiales de Kung Fu.
En 2021, empezó a estudiar en la Universidad de California en Los Ángeles y unió a UCLA Wushu. Un año después, se convirtió en miembro de la Selección Americana de Wushu, En el Campeonato Panamericano de Wushu de 2022, ganó un medalla de oro en jianshu, y dos de plata en changquan y shuangdao. Dos años después en el Campeonato Panamericano de Wushu de 2024, ganó dos medallas de oro en jianshu y duilian con Sen Gao, uno de plata en changquan, y un de bronce en qiangshu. También en el mismo año, fue el campeón general individual masculino del Torneo Universitario de Wushu.